# Koronavírus-járvány Elleni Védekezésért Felelős Operatív Törzs

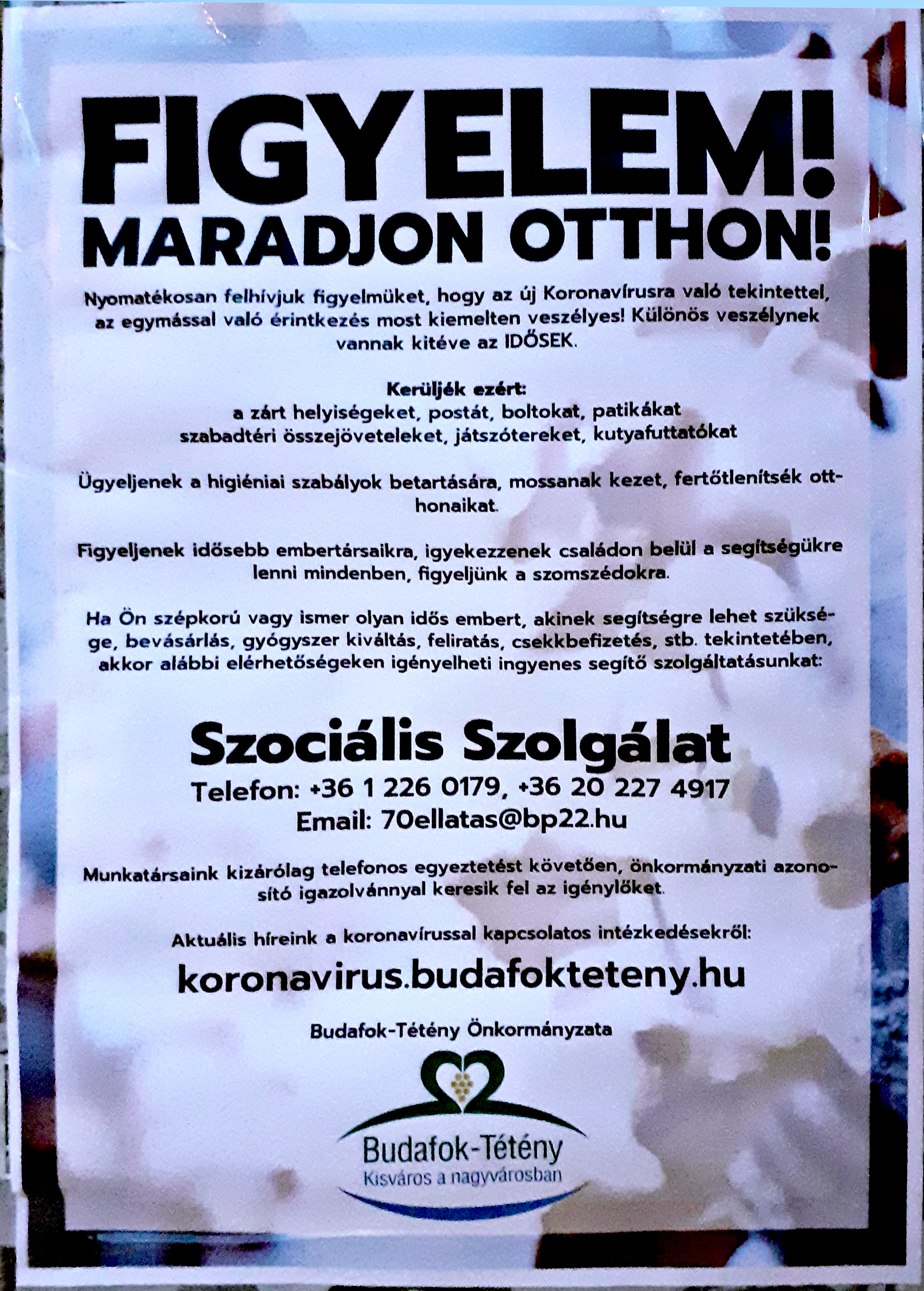
Figyelmeztető tábla

A Koronavírus-járvány Elleni Védekezésért Felelős Operatív Törzset Magyarország Kormánya 2020. január 31-én alakította meg, kormányhatározattal. Fő feladata a 2019 decemberében kitört Covid19-pandémia magyarországi kezelése és külföldi terjedésének elemzése és értékelése. Az operatív törzset Pintér Sándor belügyminiszter és Kásler Miklós, az emberi erőforrások minisztere vezette.

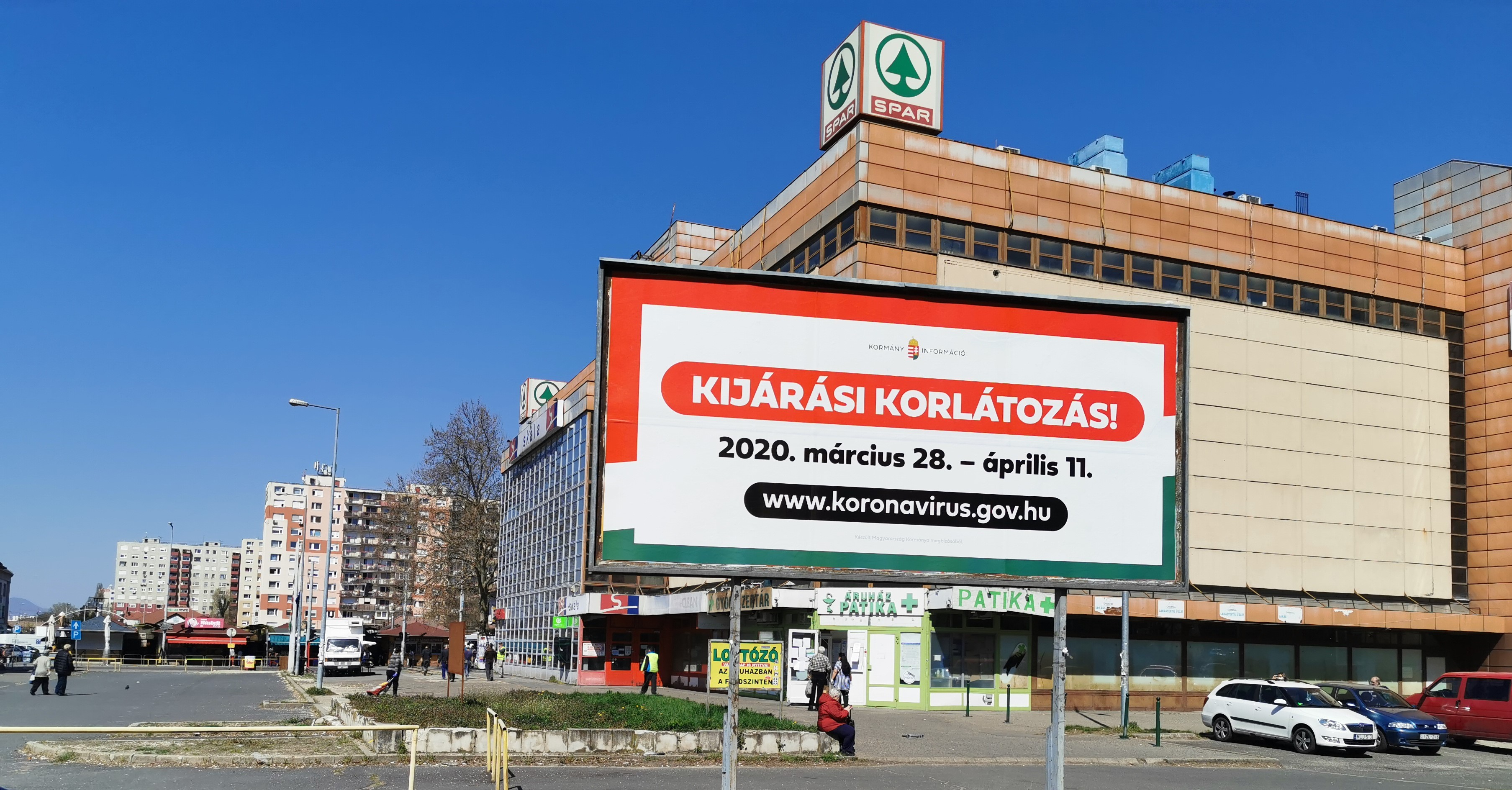
Kijárási korlátozást mutató plakát

## Feladata
Az operatív törzs feladata eleinte az új humán koronavírus külföldi terjedésével összefüggő folyamatok elemzése és értékelése volt. A világon gyorsan terjedő járványos megbetegedéseket okozó SARS-CoV-2 vírus március 4-én megjelent Magyarországon is, az első diagnosztizált új koronavírus-fertőzött esetet Orbán Viktor miniszterelnök jelentette be az esti órákban a törzs rendkívüli ülését követően. Az operatív törzs március 5-től mindennap 12 óra körül ülést tart, a megbeszélést követően június 17-ig sajtótájékoztatót is tartott. További feladatává vált a fertőzések lokalizálása és kiszűrése, és indokolt esetben járvány- és egészségügyi intézkedéseket is hoz az állami szervek tevékenységének összehangolásával.

## Tagok
Az operatív törzs vezetői:
| Pintér Sándor belügyminiszter, miniszterelnök-helyettes |  | Kásler Miklós, az emberi erőforrások minisztere |  |

További tagjai
- Dr. Müller Cecília mb. országos tisztifőorvos, a Nemzeti Népegészségügyi Központ vezetője
- Papp Károly rendőr altábornagy, a BM közbiztonsági főigazgatója, volt országos rendőrfőkapitány
- Dr. Balogh János r. altábornagy, országos rendőrfőkapitány
- Dr. Kiss Attila r. dandártábornok, az Országos Idegenrendészeti Főigazgatóság főigazgatója
- Dr. Szlávik János, a Dél-Pesti Centrumkórház Országos Hematológiai és Infektológiai Intézet osztályvezető főorvosa
- Dr. Csató Gábor, az Országos Mentőszolgálat főigazgatója
- Dr. Góra Zoltán tű. vezérőrnagy, a BM Országos Katasztrófavédelmi Főigazgatóság főigazgatója
- Dr. Takács Tibor r. vezérőrnagy, a Terrorelhárítási Információs és Bűnügyi Elemző Központ (TIBEK) főigazgatója
- Dr. Gondos Miklós főorvos, az Állami Egészségügyi Ellátó Központ főigazgatója
- Dr. Vályi-Nagy István, a Dél-pesti Centrumkórház - Országos Hematológiai és Infektológiai Intézet főigazgatója

## Kezdeti intézkedései[4]

#### Január 31.
- Kiadják az Operatív Törzs Akciótervét.

#### Február 23.
- Soron kívüli tájékoztatást kér az operatív törzs az olasz hatóságoktól a járványügyi helyzetről, a váratlanul megnövekedett észak-olaszországi koronavírus-gyanús esetek miatt.
- Határlépési egészségügyi szűrést rendel az Észak-Olaszországból érkezőkre is.

#### Február 24.
- Új eljárásrendet alakítanak ki az észak-olaszországi járvány miatt a WHO és az ECDC ajánlásai szerint.

#### Február 25.
- A háziorvosok megkapják a vírussal kapcsolatos harmadik variációs eljárásrendet, amely tartalmazza, hogyan kell felmérni a betegséget, kit kell értesíteni, illetve miként kell a beteget továbbküldeni.[5]

#### Február 26. (kormányülés)
- Rendkívüli tájékoztatási rendet rendeltek el a közmédiában, ha a koronavírus megjelenik Magyarországon.
- Bejelentették, hogy honlapot és Facebook-oldalt indítanak a koronavírussal kapcsolatban.
- Elrendelték az operatív törzs ügyeleti központjának működését február 26. estétől, továbbá kinevezik vezetőjét, Lakatos Tibor r. ezredest.

#### Február 27.
- Az Emberi Erőforrások Minisztériuma körlevélben hívja fel a köznevelési intézmények figyelmét, hogy ne szervezzenek kirándulást fertőzött területre, a diákok és a pedagógusok egészsége érdekében.
- Kérik, hogy az iskolákban ismételjék el a helyes kézmosás szabályait, hangsúlyozva annak rendszerességét és alaposságát.
- Pintér Sándor belügyminiszter erre a napra hétpárti egyeztetést hívott össze, melyen a parlamenti frakciók egy-egy képviselői vettek részt.

#### Március 1.
- Határozatlan időre felfüggesztik a bevándorlók beengedését a tranzitzónákba.

#### Március 4.
- Minden megyében további 1 mentőgépkocsit állítanak szolgálatba, amellyel csak a koronavírus-gyanúval jelentkezőket szállítják kórházba.
- Elindult a koronavírus-fertőzéssel kapcsolatos honlap és Facebook-oldal, amely a vírussal kapcsolatos információkat és teendőket foglalja össze.
- A szervezőkre bízzák, hogy rendezvényeiket megtartják-e.

#### Március 7.[6]
- Az operatív törzs javaslatot tesz a idei március 15-i központi ünnepség felfüggesztésére. (A kormány és a Fővárosi Önkormányzat is törli a március 15-i rendezvényeit.)[7][8]
- Tájékoztató kampányt indítanak a koronavírussal kapcsolatos kormányzati weboldalról.
- Felfüggesztik az irániak számára a vízumkiadást.
- Intézkednek a Dél-pesti Centrumkórház férőhelyeinek felszabadítására.
- A büntetés-végrehajtási intézeteknek külön járványügyi tervet kell összeállítaniuk.
- A büntetés-végrehajtási intézeteket csak fontos indok alapján, egyedi engedéllyel lehet elhagyni.
- Kereskedelmi láncok és boltok kérésére a március 7–8-i hétvégére feloldják a kamionstopot.
- Előkészítik a Kútvölgyi-tömböt arra az esetre, ha fertőzés tömegessé válna.
- Fogadóképes állapotba hozzák a Korányi Intézet intenzív osztályát, ha valamilyen terápiára lenne szükség.
- A Korányiban elmaradó tüdőműtéteket az Országos Onkológiai Intézet végzi el.
- Egy-két hónapra szüneteltetik a tüdőtranszplantációkat az Országos Onkológiai Intézetben.

#### Március 8.[9]
- Az operatív törzs látogatási tilalom bevezetését javasolja a kórházakban és a szociális intézményekben. Az országos tisztifőorvos a javaslatot elfogadta, így az ország területén valamennyi fekvőbeteg-ellátást végző és bentlakásos szociális szolgáltatást nyújtó intézményben elrendeli az intézkedést. Kivételt képeznek a különösen méltányolandó esetek. Az intézkedést határozatlan időre hozza.[10]
- Március 9-étől Magyarország nem fogad repülőgépeket Észak-Olaszországból.
- Kérik, hogy az iskolák halasszák el osztálykirándulásaikat.
- Az Emberi Erőforrások Minisztériuma kéri, hogy a fekvőbeteg-ellátást végző intézmények dolgozói szüneteltessék vagy halasszák el külföldi utazásaikat.
- Az Innovációs és Technológiai Minisztérium országos, fokozott fogyasztóvédelmi ellenőrzést rendelt el, hogy kiszűrhessék a koronavírus miatt aggódó embereken nyerészkedő kereskedőket. Laboratóriumban vizsgálnak kézfertőtlenítőket és egyéb fertőtlenítőszereket, illetve vizsgálni fogják a tartós élelmiszerek, fertőtlenítőszerek és háztartási papíráruk árait.
- Kérik a külföldre utazó magyar állampolgárokat, hogy a konzuli regisztrációt végezzék el.
- A nemzetgazdaság szempontjából fontos intézményekben (pl. Országház, minisztériumok) külön intézkedések készülnek a fertőzés megakadályozása érdekében.
- Kérik az önkormányzatokat, hogy az operatív törzzsel működjenek együtt.

#### Március 9.[11]
- A már kiadott vízummal rendelkező iráni állampolgárokat sem engedik be Magyarországra. Az intézkedés nem érinti azokat a személyeket, akik már Magyarország területén tartózkodnak.
- Lehetőség lesz magánklinikákon koronavírustesztet csináltatni, azonban az nem számít hivatalosnak.
- Az ülést követő 24 órán belül megváltoztatja azt a protokollt, amely szerint emberen miként kell elvégezni a tesztet.

#### Március 10.[12]
- A Kormány 8,7 milliárd forintot biztosít az operatív törzs számára, amelyet javaslataik alapján használnak fel.[13]
- Javasolja a kormánynak, hogy zárt helyen ne rendezzenek sportrendezvényeket.
- Kérik az óvodákat és iskolákat, hogy március 15. alkalmából ne szervezzenek rendezvényeket.
- Az operatív törzs fontolóra vette korlátozó intézkedések bevezetését, azonban nem rendelt el ilyet ezen a napon. (Az utóbbi nap több szomszédos országban rendeltek el hasonló intézkedéseket, mint például iskolabezárások.)[14]
- Az operatív törzs tervet készített, hogy az országban található 1600+20 lélegeztetőgépet miként használják fel, ha szükség lenne rá.
- Kéri a 60 év feletti állampolgárokat, hogy kerüljék a tömegrendezvényeket.
- Határozatot küldött több kórháznak, hogy szabadítsanak fel pluszkapacitást, illetve alakítsanak ki karanténhelyiségeket.
- Elkészült a koronavírusra vonatkozó magyarországi eljárási rendnek az 5. változata.

#### Március 11. (kormányülés)[15]
- Az operatív törzs javaslatára a kormány különleges jogrendet, veszélyhelyzetet rendelt el Magyarország teljes területére.[16]
- Beutazási tilalmat rendelt el az Olaszországból, Kínából, Dél-Koreából és Iránból érkező nem magyar állampolgárokra.
- A fent említett országokból érkező magyar állampolgárokat személyi ellenőrzés alá vonják, továbbá a határon kapott határozatok alapján 2 hétig otthoni karanténban kell maradniuk.
- Leállítják minden Olaszországból érkező repülő-, vonat- és buszjárat fogadását.
- Az osztrák, illetve szlovén határokon visszaállítják a határellenőrzést.
- Bezárják az egyetemeket; az oktatás kizárólag távoktatással történhet.
- A 100 főnél nagyobb beltéri és az 500 főt meghaladó kültéri rendezvények szervezését és megtartását megtiltják. Így például bezárásra kényszerülnek a színházak és mozik is. A hazai sporteseményeket is zárt kapuk mögött kell tartani. A döntés nem érinti a miséket és az Országgyűlés üléseit sem.
- Megtiltották az iskoláknak a külföldi tanulmányi kirándulásokat, továbbá leállították a Határtalanul! kirándulásokat, elmaradnak az Erasmus és az Erasmus+ programok. Egy évre elhalasztják a kéthetes külföldi nyelvtanfolyamokat is.
- Amíg a veszélyhelyzet fennáll, nem kell meghosszabbítani a lejáró okmányokat (pl. személyi, jogosítvány), így azok továbbra is érvényesek maradnak.
- Már 37, állami laborban van lehetőség koronavírustesztet végezni.
- Csak külön miniszteri engedéllyel utazhatnak a kormánytagok.

#### Március 13. (kormányülés)[17]
- Rendeletmódosítás miatt lehetőség van hozzátartozók gyógyszereinek kiváltására a felírási igazolás nélkül. A kiváltáskor a beteg TAJ-számára és a kiváltó személyazonosságát igazoló okmányra van szükség.
- A tanulók március 16-tól nem látogathatják az általános iskolákat, illetve középiskolákat. Bevezetik a tantermen kívüli digitális munkarendet.
- A továbbiakban Izraelből sem lehet Magyarország területére lépni.
- Tíz akciócsoport jött létre: 
  - Koronavírus Oktatási Akciócsoport
    - Vezeti: dr. Maruzsa Zoltán köznevelésért felelős államtitkár
    - Feladata: a digitális oktatás infrastrukturális és szakmai és szakmai előkészítése, feltételeinek biztosítása

  - Létfontosságú Magyar Vállalatok Biztonságáért Felelős Akciócsoport
    - Vezeti: dr. Benkő Tibor honvédelmi miniszter
    - Feladata: Magyarország működéséhez szükséges állami és nem állami gazdasági társaságok azonosítása, felügyelete, az esetleges átvételhez szükséges előkészületek elvégzése.

  - Nemzetközi Koordinációért Felelős Akciócsoport
    - Vezeti: Menczer Tamás tájékoztatásért és Magyarország nemzetközi megjelenéséért felelős államtitkár
    - Feladata: A többi koronavírussal érintett állam védekezési és intézkedési gyakorlatának vizsgálata, nemzetközi tudásbázis létrehozása

  - Kommunikációs Akciócsoport 
    - Vezeti: Kovács Zoltán, nemzetközi kommunikációért és kapcsolatokért felelős államtitkár
    - Feladata: A koronavírus-járvánnyal kapcsolatos kommunikáció megtervezése

  - Rendkívüli Jogrendért Felelős Akciócsoport
    - Vezeti: Gulyás Gergely, miniszterelnökséget vezető miniszter
    - Feladata: A világjárvány és negatív hatása elleni fellépés érdekében szükséges veszélyhelyzeti jogi szabályozások megalkotása.

  - Koronavírus Pénzügyi Akciócsoport 
    - Vezeti: Varga Mihály pénzügyminiszter
    - Feladata: A védekezés és a világjárvány miatt szükséges új államháztartási rend megalkotása

  - Gazdaság Újraindításáért Felelős Akciócsoport 
    - Vezeti: Bártfai-Mager Andrea nemzeti vagyon kezeléséért felelős tárca nélküli miniszter
    - Feladata: A koronavírus-járvány magyar gazdaságra gyakorolt hatásainak ellensúlyozása.

  - Határellenőrzésért Felelős Akciócsoport
    - Vezeti: dr. Balogh János országos rendőrfőkapitány
    - Feladata: A határátkelőhelyek koronavírus-világjárvány-helyzetének megfelelő működtetése

  - Mobil Járványkórház Létrehozásáért Felelős Akciócsoport
    - Vezeti: dr. Tóth Tamás bv. vezérőrnagy, a büntetés-végrehajtás országos parancsnoka
    - Feladata: A kórház felépítésének érdekében szükséges intézkedések végrehajtása.

  - Koronavírus Kutató Akciócsoport
    - Vezeti: az EMMI miniszter által kijelölt személy
    - Feladata: A betegség elleni gyógyszerek és gyógymódok kifejlesztése.
- Elrendelték egy járványügyi mobil konténerkórház felépítését.

#### Március 14.
- A Kormányablakoknál ezentúl csak időpont-foglalás után intézhetők a lakossági ügyek.
- Az elkészült okmányokat személyesen nem lehet átvenni, innentől postai levél formájában kézbesítik.
- A Kormány további 2 milliárd forintot csoportosított át az egészségügy részére, a védekezés érdekében.
- Rendkívüli bírósági ítélkezési szünetet rendelt el.

## A járványügyi intézkedések
A járványügyi intézkedések: „... Járványügyi vizsgálat 26. § (1) A kistérségi intézet a fertőző beteg bejelentése alapján vagy más módon tudomására jutott minden esetben köteles járványügyi vizsgálatot végezni, ha a) sürgősséggel jelentendő betegségről vagy annak gyanújáról, b) fertőző betegség közösségi, illetve területi halmozódásáról, c) hatósági intézkedést igénylő fertőző betegségről, d) az átlagosnál nagyobb számban, súlyosabb formában jelentkező fertőző betegségről, e) ismeretlen kórokú, de feltehetően fertőző jellegű megbetegedésekről szerez tudomást. (2) Az (1) bekezdésben foglalt feladatokat a regionális intézet magához vonhatja. A fertőző betegek kötelező orvosi vizsgálata és gyógykezelése. § (1) A fertőző betegség vagy annak gyanúja esetén a betegség, illetve a fertőzőképesség megállapításához szükséges, az 1. számú mellékletben felsorolt kötelező laboratóriumi vizsgálatokat minden esetben, az igénybe vehető laboratóriumi vizsgálatokat szükség szerint el kell végezni. (2) Fertőző betegtől vagy arra gyanús személytől származó, laboratóriumi vizsgálatra vett anyagot csak az e célra rendszeresített tartályban szabad továbbítani. A tartályt a kistérségi intézet bocsátja az egészségügyi szolgáltató rendelkezésére. (3) Az egyes fertőző betegségek esetében végzendő laboratóriumi vizsgálatokhoz az anyagvétel és beküldés módját az 1. számú melléklet tartalmazza. (4) A hatósági intézkedést igénylő fertőző betegségekkel kapcsolatos laboratóriumi vizsgálatokat kizárólag az ÁNTSZ laboratóriumai végezhetnek. (5) Amennyiben az 1. számú mellékletben nevesített fertőző megbetegedésben szenvedő személy nem veti magát alá a gyógykezelésnek, a kistérségi intézet az Eütv. 56. § (2) bekezdésében foglaltak alapján az érintettet a gyógykezelésre határozattal kötelezheti.”